# 23e Wereldjamboree

Thema van deze Wereldjamboree

De 23e Wereldjamboree was een wereldjamboree van de scoutingbeweging die van 28 juli tot en met 8 augustus 2015 plaatsvond in Kirara-hama, een recreatiegebied bij de Japanse stad Yamaguchi.
Het thema van deze Jamboree was 和: Spirit of Unity (een geest van eenheid). De kanji 和 staat voor harmonie, eenheid en vriendelijkheid en vormt een samenvatting van het thema van het evenement.
De Jamboree trok ca. 33.800 scouts uit 150 verschillende landen.
Het evenement kwam in het nieuws nadat er hersenvliesontsteking was geconstateerd bij leden van scoutinggroepen uit Schotland en Zweden.

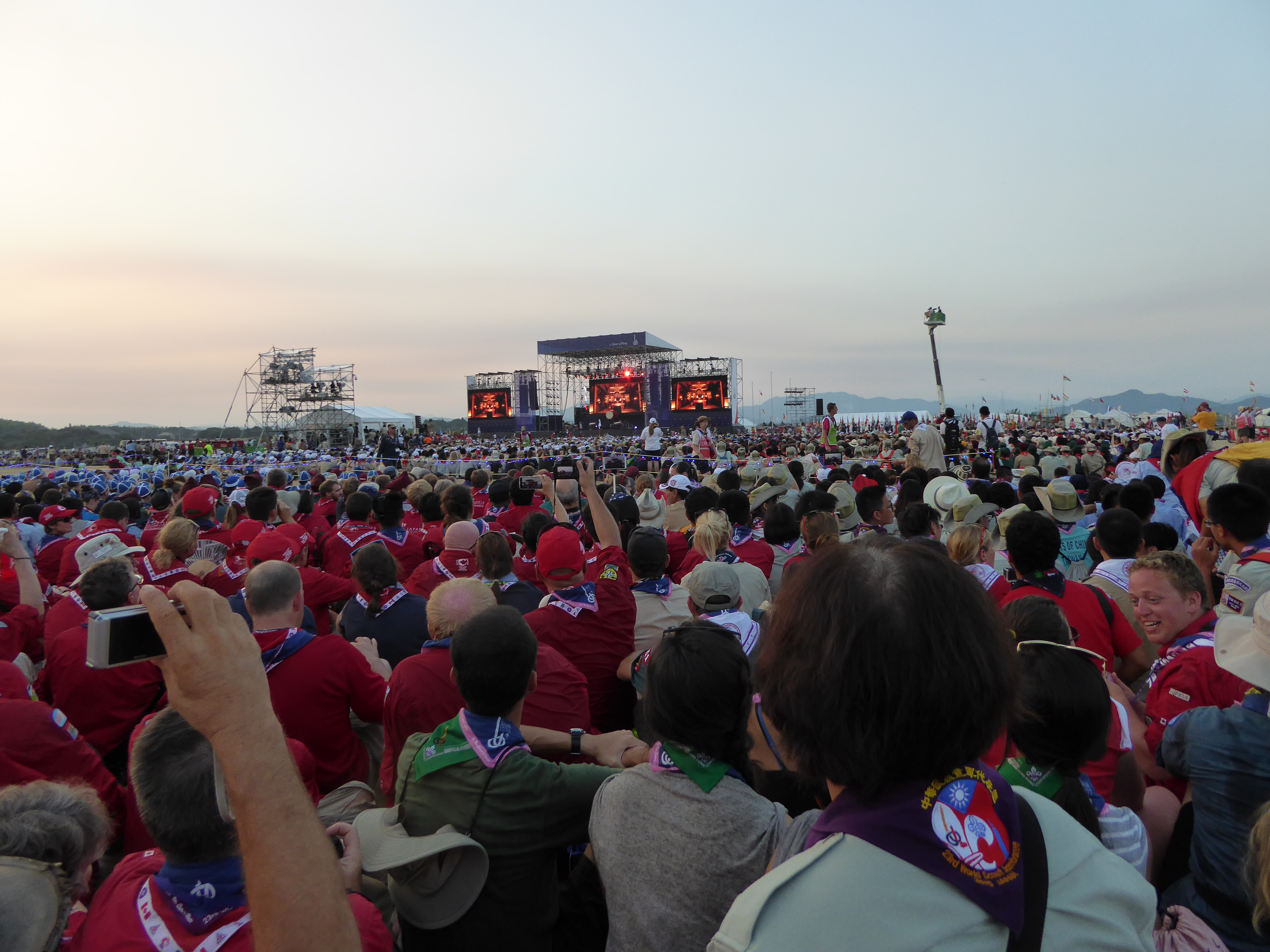

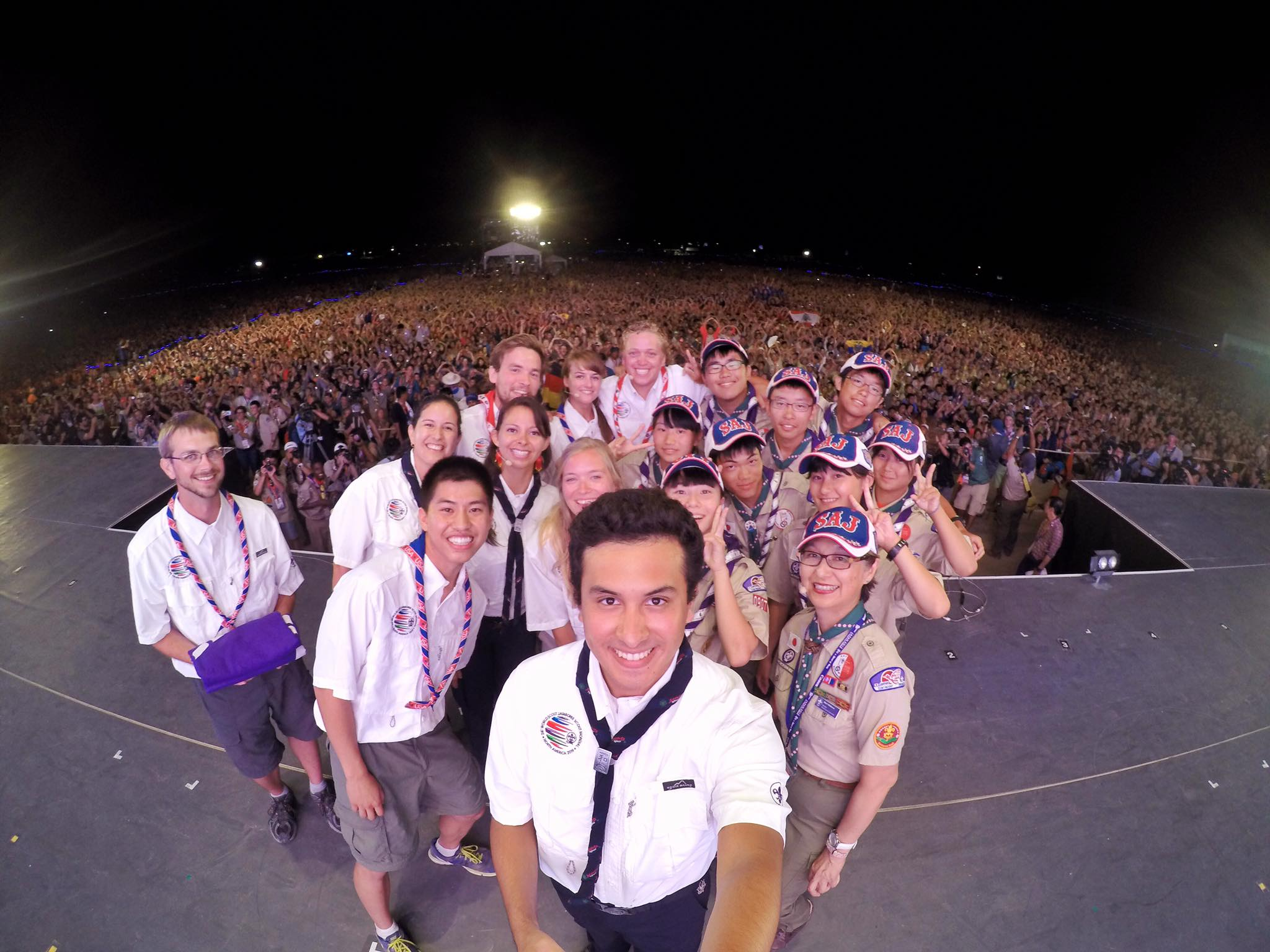